# Théâtre antique d'Aix-en-Provence
Le théâtre antique d'Aix-en-Provence ou théâtre antique de la Seds est le monument antique le plus imposant de la commune d'Aix-en-Provence, ancienne cité gallo-romaine d'Aquae Sextiae, dans les Bouches-du-Rhône. Il n'a pourtant été découvert qu'en 2004, même si des suppositions quant à son existence ont été émises dès le XVIe siècle. Conformément à ce qui était supposé, il a été découvert sur l'emplacement de l'ancienne ville des Tours, sur le site de l'église Notre-Dame de la Seds (avenue Jean-Dalmas), soit dans la partie ouest de l'ancienne ville d'Aquae Sextiae. 
Le théâtre antique d'Aix n'a pas été construit à proximité du forum, comme c'était l'habitude dans les villes romaines.

## Redécouverte du site
Les premiers sondages sont réalisés en 1990 et confirment la présence du théâtre en cet endroit. En 2002, la commune d'Aix-en-Provence se porte acquéreur de la zone à explorer, alors propriété des Sœurs du Saint-Sacrement. L'année suivante, le monument est localisé et, en 2004, identifié par une campagne d'évaluation.

## Description du théâtre
Dans la ville d'Aquae Sextiae, le théâtre se situe sur une terrasse qui surplombe le decumanus maximus. Ainsi, les voyageurs entrant dans Aix par la route d'Arles se retrouvaient immédiatement face à l'imposant édifice qui trônait à peine 30 mètres derrière le rempart. Son diamètre est de 100 mètres, ce qui le place dans la moyenne des théâtres romains de Provence. Il est adossé à une pente, comme le théâtre d'Orange ou celui de Vaison-la-Romaine, ce qui peut s'expliquer pour permettre une économie des coûts de construction. La cavea (gradins) est exposée au sud. Le théâtre d'Aix possède des murs annulaires, mais aussi un ambulacre (galerie de circulation intérieure) et trois vomitoires permettant l'accès aux gradins. Au vu du profil des gradins, on peut estimer que la hauteur général de l'édifice était de 24 mètres à partir de l'orchestra, dont il ne reste aujourd'hui que 8 mètres. Le sol au niveau de l'orchestra était dallé de toute évidence.
Les recherches menées par Étienne Rouard dans la première moitié du XIXe siècle avaient révélé que le théâtre d'Aix possédait un porticus post scaenam (esplanade ceinturée d’un portique) à l'arrière de la scène. Cette partie de l'édifice reste à dégager mais devrait permettre de mettre au jour de nombreuses décorations dont sont généralement parées les bâtiments de scène romains.
La datation du bâtiment n'est pas encore définie formellement. Des éléments de maçonnerie laisseraient entendre que le théâtre aurait été construit au moins à la période julio-claudienne, ce qui le place tardivement sur la liste des théâtres romains de Gaule narbonnaise, après le théâtre d'Arles. Ce monument fait partie des plus importants édifices aixois de l'époque romaine, non seulement en raison du rôle qu'il joue dans la ville, lieu de sociabilité autour du théâtre de mime et de pantomime, mais aussi pour son rôle religieux lié au culte de l'empereur, dont les murs de la scène doivent représenter l'image.

## Démantèlement du site
Le théâtre antique d'Aix n'a perduré que jusqu'au Ve siècle environ. À cette date, son démantèlement avait été entamé et ses matériaux ont servi pour la construction de bâtiments divers qui ont peu à peu colonisé le terrain, jusqu'à en faire oublier l'existence. Dans les siècles qui suivent, pourtant, et au moins jusqu'au Moyen Âge, les habitants du quartier de la Seds sont conscients de la présence du théâtre sous leurs pieds ; il est même probable que quelques vestiges émergent encore du sol. Des dénominations de rues, comme « rue des Arènes » en témoignent. Des documents médiévaux évoquent la présence de ce monument antique : cum carriera de Arenis (1344) et cum traversia qua itur ad arenas (même date). Un document du 6 juin 1344 signale une maison avec casal in arenis (« dans les arènes »). Ces arènes ne peuvent désigner que le théâtre, puisque la ville d'Aquae Sextiae n'a jamais possédé d'arènes. En 1391, un document semble désigner un quartier ou du moins une place sous le nom révélateur d'« arénier » : ortum (...) situm in villa Turrium, à l'arenier, versus occasum solis. Au milieu du XIVe siècle, la ville des Tours se vide progressivement de ses habitants jusqu'à être totalement délaissée. Elle devient une immense carrière. Fernand Benoit explique que de nombreux matériaux de construction en sont extraits pour construire, entre autres, le clocher de la cathédrale Saint-Sauveur ou la chapelle absidiale de Saint-Mitre. L'utilisation de pierres des monuments présents sur place devient monnaie courante et concerne au premier plan les maisons médiévales en ruine. Mais, des monuments antiques semblent aussi concernés par le démantèlement. En 1461, l'archevêque autorise, pour des constructions, l'enlèvement des pierres de murs et de voûtes antiques. L'archéologue Robert Ambard considère que le démantèlement des maisons médiévales construites sur l'emplacement du théâtre antique a dû révéler des structures jusqu'alors cachées et que l'on a identifié à des arènes romaines, au point de donner son nom au quartier.
Dès le XVIe siècle, des auteurs émettent l'hypothèse de l'existence d'un amphithéâtre, au nombre desquels figure en première place le savant Nicolas-Claude Fabri de Peiresc (1580-1637) qui indique près du couvent des Minimes la forme de ce qu'il considère être un amphithéâtre. Dans une lettre à M. de Valois, il écrit : « Les dimensions de cet amphithéâtre n'annoncent pas qu'Aix ait eu une population aussi considérable que la ville d'Arles […]. L'amphithéâtre d'Aix pouvait bien contenir 5 à 6 000 personnes. Il n'existe plus de ce monument que des murailles très épaisses qui sont sous terre dans le jardin de M. Joannis. » Ce M. Joannis avait bien ces murailles dans son jardin, mais il les fait démolir en 1806 et 1807.